# 马格达加奇区
马格达加奇区（俄语：Магдагачинский район）是俄罗斯联邦阿穆尔州下辖的一个区，其行政中心为马格达加奇。据2016年统计，该区的人口为20459人。